# Linos

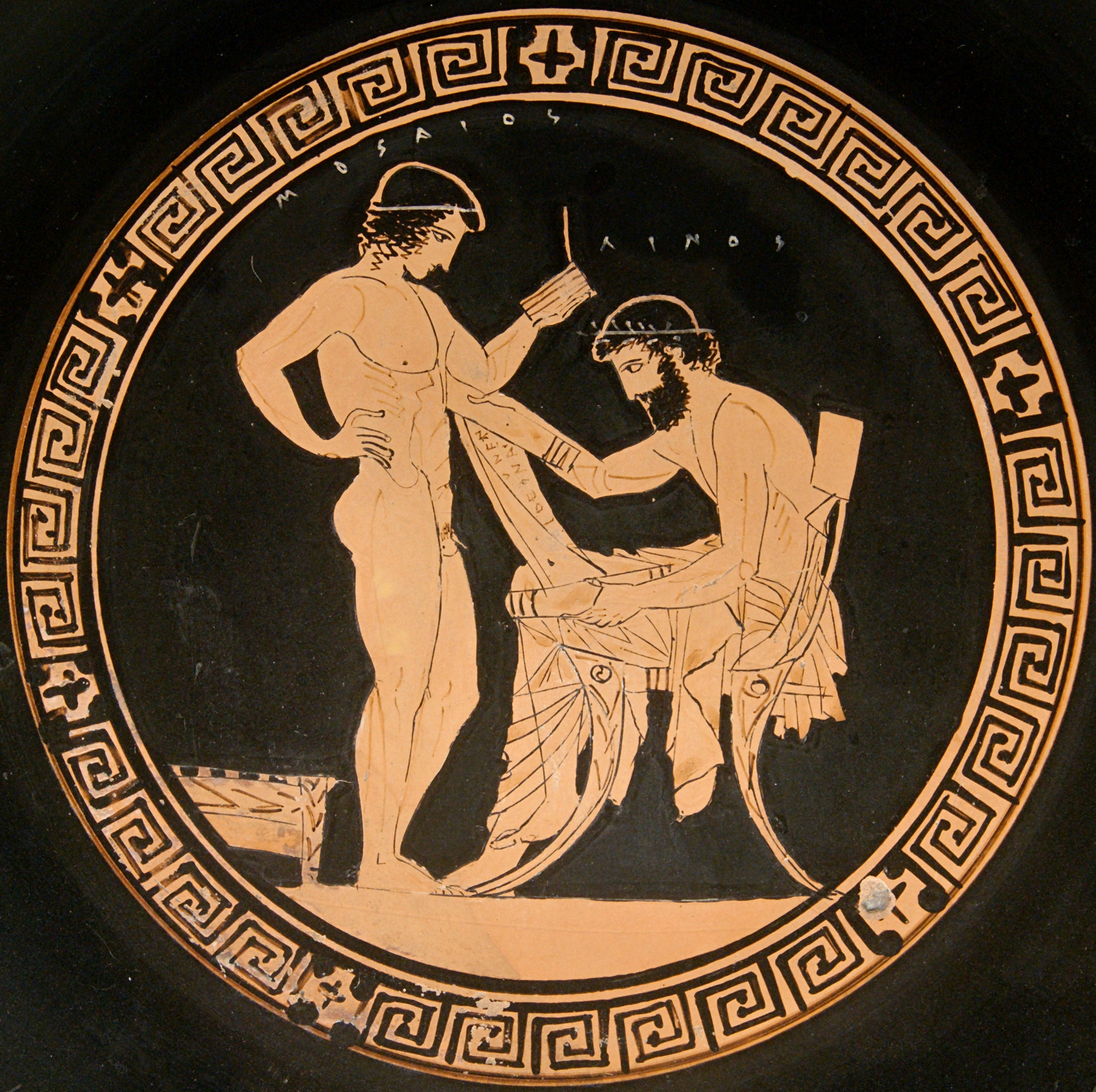
Linos (vpravo sedící) drží rozvinutý svitek papyru, zatímco jeho žák, Músáios (stojící vlevo), drží psací tabulky. Tondo z attického červenofigurového poháru.

Linos (starořecky Λῖνος, latinsky Linus) byl v řecké mytologii synem boha Apollóna a Múzy Úranie (nebo snad Kalliopé). Jeho bratrem byl největší řecký pěvec Orfeus.

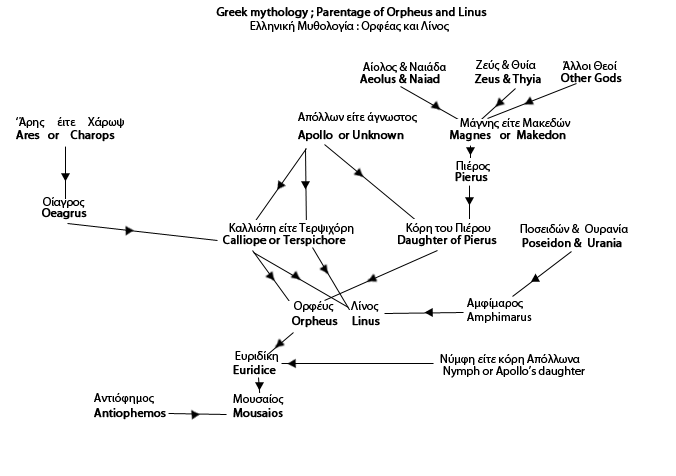
Linos

Sám byl vynikající pěvec a vyučoval hudbě, mezi jinými byl učitelem i hrdiny Hérakla. To však nebyl nejlepší žák a prý když ho jednou Linos káral, Hérakla to rozzlobilo tak, že svého učitele praštil lyrou do hlavy, a to tak silně, že ho zabil.
Jiná verze však uvádí, že Linovi vlastní pěvecké umění a sláva tak stouply do hlavy, že se chtěl poměřovat se svým božským otcem Apollónem. Ten prý na jeho umění tak žárlil, že vlastního syna zabil.
Jaký byl oblíbený repertoár Linův lze usuzovat z toho, že názvem linos se obecně označovaly truchlivé zpěvy.